# 張紘
張紘（公元2世紀—209年或212年），字子綱，徐州廣陵郡射陽縣（今江蘇揚州）人，東漢末年孫吳的外交家、戰略家、政治家、文學家、書法家。張紘好文學，又擅於小篆、楷書有很深厚的造詣。其曾為柟榴枕作賦，受到陳琳的推崇。張紘又對陳琳《武庫賦》等深表嘆美。著詩賦銘誄數十篇。孫策在尚未脫離袁術時，曾向當時身在江都的張紘討教成為一方諸侯的志向，張紘為孫策規劃出佔領荊、揚兩州的未來戰略版圖江都對。在他被孫策派往許昌之後與孔融、陳琳等中原文人名士，都建立起良好的長期書信往來。孫策遇刺身亡，孫權繼位之初，張紘人在曹營心在吳，成功勸阻曹操欲乘喪伐吳。後來建議孫權定都六朝的古都秣陵（又稱建業）。《三國演義》將同為出身徐州，同時出仕孫策的彭城張昭，稱為江東二張。孫權稱張昭為張公稱張紘為東部。

## 生平

### 為世令器
張紘初時游學於洛陽，曾於太學跟博士韓宗學習《易經》和歐陽《尚書》，又到了陈留郡的外黄县跟濮陽闓學習《韓詩》、《禮記》和《左氏春秋》。回郡後獲舉為茂才，當時大將軍何進、太尉朱儁、司空荀爽三府皆辟他為掾屬，他都以稱病為由拒絕應召。後來張紘避亂江東。

### 江都畫策
初平三年（192年），張紘因母親過世而在江都為母服喪；孫策在為父親孫堅還葬曲阿後亦居於江都，於是數次拜見張紘，和他研究天下大勢。孫策對他說明自己的籌劃：「現在漢朝國祚衰微，天下紛亂，英雄豪杰都各自擁兵自重，發展勢力，卻並沒有出現扶危濟亂的人。先父曾與袁氏（袁紹、袁術）共同討伐董卓，功業未竟，不幸被黃祖所害。我孫策雖愚笨稚幼，但也有弱微的志向，我想先從袁揚州（袁術）那裡要回我父親的兵將，並到丹楊去依靠舅父(吴景)，把戰亂的流散兵卒聚集起來，東據吳郡會稽，為報父仇，作為服從朝廷的外藩。您覺得如何呢？」张纮推託：「我才識學薄，目前也正在服喪中。對於你的規劃，我沒辦法幫你什麼好辦法。」孙策遂进一步說：「您高尚的名声传扬在外，远近的人全都十分地向往仰慕您。今天我向您请教的事，我是十分看重您的意见和决断的。您为什么不能放下顾虑，坦诚相告，这才配得上您那像高山一样崇高的德望啊！如果我志向得伸，父仇得報，我絕不會忘記您今天的功勞恩德。那绝对是源于您的功劳，这也是我由衷对您的期望。」孫策說到此處更激奮得流下淚來。张纮见孙策言辞慷慨，更看出其從內心表露的忠勇壯烈，終於深受感动，终于对孙策说出了自己的看法：「當年周朝王室崩壞，齐桓公、晋文公才能应运而起；王室一旦安宁，诸侯就只能尽臣子上貢的本分了。如今你繼承你父親的遺志，有驍勇善武的威名，假如你投奔吳景，成功招集東據吳郡、會稽一帶的兵马，當能獲得荆扬二州，亦能报仇雪恨。那时你倚仗长江天險，奋发威德，扫除群雄，匡輔汉室，所建的功业，定会像齊桓公、晉文公那樣流芳千古，岂止作一个外藩呢？目前亂世多難，倘若你真能成功起事，开创起一番基业，我便与志同道合的好友一起南渡长江追随你。」孙策於是就實行其計劃，並將母親和一眾年幼的弟弟都交給張紘照顧，使孫策無後顧之憂。

### 直言切諫
興平二年（195年），孫策渡江創業，委任張紘職務，孫策更表奏張紘為正議校尉，跟隨孫策征討丹楊。孫策親臨前線，張紘勸諫說：「主將乃是籌劃謀策的角色，三軍全依託繫命於您，不可輕舉妄動，親身與賊寇對陣相鬥。願您能珍重上天授予您的才幹，符合四海之望，別讓全國上下為您的安危而擔心受怕。」

### 英偉君子
張紘與張昭並與參謀，孫策常令一人留守後方，一人從軍征討。奮威將軍呂布趁劉備率軍征伐袁術時襲取徐州，並以徐州牧自居，不希望張紘和孫策共事，追舉張紘為茂才，試圖招攬張紘，並命孫策遣送他回到徐州。但張紘內心厭惡呂布，認為屈身做呂布的屬下是很恥辱的事情。孫策亦非常看重珍惜張紘，也想張紘繼續輔佐自己，於是回書呂布推辭拒絕遣送：「深海裡出產璀璨的明珠，但是不管把它放到哪里，它都是一件珍寶。当年楚国的人才，到了晋国一样能受重到重用。英伟的君子，就算是离开家乡，到了其他地方，照样能受到重视和珍惜，何必要执着于是否是效力于本州家乡呢？」。

### 文理意正
建安四年（199年），孙策刚刚拿下了豫章郡，在率军返回的路上，孙策对虞翻说：「我當年在寿春曾蒙太傅马日磾召见，并且大会中原的士大夫们，那时我就跟他们说我们东方的人才很多，但只恨当时我年纪尚轻，自己的学问不高，无法说服他们。但是，我这心里很不服气啊。正好虞翻你博学且见识广，故而之前，我本来想派你前往许都，去朝见天子，接触一下朝中人士，用真才实学去折服中原那群乱说话的人。让他们见识一下我们江东人才的水平，只可惜你不肯去，我不得已只好派张纮去了，不过我多少还是有些担心，怕张纮无法让中原那群士人彻底折服。」
张纮到了许都之后，便着力于向朝堂上的公卿以及自己以前的旧相识们宣扬孙策是如何的少年英雄，才略絕異，在江东地区白手起家，凭一己之力开创基业，扫平三郡(丹陽吳郡會稽)之地就如同风扫落叶一般。不仅如此，孙策还对朝廷非常忠心和崇敬，心繫王室。张纮在中央朝廷先是被曹操征辟为掾属官吏，之后又被推举为高第，補侍御史随后又被提升为九江太守，张纮心中一直感激孙策的知遇之恩，一心想着要回到孙策身边。于是，张纮再次以身体不适为由拒绝就任。

### 欣然獨笑
留在许都朝廷期间，张纮与时任少府孔融相處友好，二人彼此亲近友善。张纮既喜好文学，又善长《书法》，尤其是《楷书》和《小篆》。张纮曾经给孔融写信，向其展示自己的新书法作品。
孔融接到后回信说：「以前看你的书法作品，多以小篆为主。每次拿着你的那些作品欣赏，都会发自内心的高兴，就好象见到了你本人一样。」

### 贊襄孫氏
建安五年（200年），曹操聽聞孫策去世，打算趁江東舉喪期間進行征伐，張纮進行勸諫，認為乘人喪事而用兵，既有違傳統的道義，如果攻而不勝，還會使兩方結仇而丟棄往日盟好，不如藉此機會厚待江東。曹操聽取了意見，表任孫權為討虜將軍，兼任會稽太守。曹操还希望张纮能够回到江东，劝引孙权彻底归附中央朝廷，于是，便将张纮外任为会稽东部都尉。这个调令讓張紘本來等不到回江東的時機，現在機會已經來了。于是張紘便名正言順地回到了江东孙权的身边。
孫權剛剛統事時，正當年少，吳夫人以外部多難，深懷憂慮勞苦，多次感謝張紘，囑咐他們的輔助之義。張紘立即上書答謝，反思有没有做得不好不够到位不恰当的地方。每當有異事密計及章表書記，或是與四方交結的文書，經常由張紘和張昭負責起草撰寫。張紘以破虜將軍孫堅擊破董卓，扶持漢室的功勞和討逆將軍孫策平定江東六郡，建立大業寫了一篇銘記頌揚，昭顯孫堅孫策二人的公義。寫完後呈給孫權，孫權閲讀悲痛傷感説：“您真瞭解我家的經歷啊。”

### 小巫大巫
有一次，张纮见到一只做工精细柟榴枕《楠木枕头》，十分喜欢这只木枕的花纹和做工，于是专门为其作赋一首，名为《柟榴枕赋》。这篇赋流传到北方后，被陈琳閱讀，是大为欣赏，自嘆文學不如張紘，陈琳便將《柟榴枕赋》到处给人传阅，并且说：「这是我同鄉张纮所作！」
后来陈琳也写了兩篇赋，叫做《武庫賦》、《應機論》，这两篇文章流传到了江東，张纮看到后也认为陈琳真是文采飞扬，便专门写信给陈琳称赞。
陈琳回信说：「我陈琳在河北，与天下名士相隔绝，这里没有多少善于写文章的人，所以我才能在这里崭露头角。我能得到这种高度的称赞是言过其实了。如今王朗在這裡，張紘與張昭在江東，我和你們相比，那可真是小巫见大巫，直接被比没了。」

### 東部督尉
之後讓張紘到會稽東部赴任。有人認為，會稽東部都尉是朝廷司空曹操的任命，張紘志向可能不止於此，孫權對此並不介意，完全信任張紘。當初，琅琊人趙昱擔任廣陵太守，舉察張紘為孝廉，後來趙昱被笮融殺害，張紘相當悲憤，但力量不足以討伐笮融。趙昱家門滅絕，張紘在東部時，派主簿到琅琊設壇祭祀，並尋找趙昱的親屬繼承趙昱一系。他給琅琊相臧宣(疑似臧霸)寫信，臧宣找到與趙昱同宗的一個五歲男孩，讓他來繼承趙昱後嗣，孫權得知後表示嘉許。
建安八年（203年），孫權率軍征討江夏，因為會稽東部事少，便調派張紘居守吳郡，但仍然遙領會稽東部都尉。孔融寫信給張紘《遣張紘書》：「聞大軍西征，足下留鎮。不有居者，誰守社稷？深固折衝，亦大勳也。無乃李廣之氣，倉髮益怒，樂一當單于，以盡餘憤乎？南北並定，世將無事，孫叔投戈，絳、灌俎豆，亦在今日，但用離析，無緣會面，為愁歎耳。道直途清，相見豈復難哉？」孫權認為張紘有留守後方之功勞，想對張紘論功封賞。張紘認為自己並無立功，不敢接受賞賜，孫權也不勉強並讚賞他的氣節。每次侍宴時，張紘從容不迫，常常微言密指來規勸孫權。

### 共施經略
建安十三年（208年），孫權撤換掉張昭的長史一職改由張紘接任長史，隨軍征討合肥。合肥城經過數月的攻擊，又連連下雨，城牆崩壞，於是守軍以草和棕櫚葉修補城牆，夜晚則點明火把照亮城外，觀察敵人行動以作防備。合肥久攻不下，便向孫權獻策圍師必闕：“自古包圍攻城時，都會故意的網開一面，以造成守城敵方的疑惑，並能使他們產生出能使其突圍的錯誤觀念，這樣子就可以動搖敵軍的士氣與軍心。如今我們的軍隊把合肥城圍得水泄不通，又不分晝夜地攻城，敵方守軍眼見沒辦法突圍，必定會產生玉石俱焚的決心。而死戰的敵人，會使我們更難攻城。如今他們的援軍尚未到來，可減緩攻勢，縮小包圍，可用以迷惑敵方守軍，我們就可以一舉拿下城池了。”張紘提出這個獻策，眾議者各有不同，眾將圍城馳騁挑戰，使孫權猶豫不決。戰機在孫權的猶豫之間稍縱即逝，曹軍的蔣濟使用疑兵偽報之計，謊稱張喜率四萬援軍趕往合肥，已到雩婁。派主簿假扮迎接張喜，並命三個守將帶信出城後裝作偷入城。當中，一個成功回城，兩個卻被孫軍擒獲。敵方守軍接獲此信後士氣振奮，孫權眼見無法攻破合肥，便想效仿其兄孫策上前線，孫權親自率精銳破敵，張紘怒諫：“主公的士兵是兵器，戰爭是危險的事。如今你所麾下的士兵依賴盛壯的氣勢，輕視強暴的外族，三軍之眾，沒有不寒心的，雖然可以斬將奪旗，威震敵方戰場，但這是偏將的任務，而不是主帥所做的。應開始壓制住孟賁、夏育的匹夫之勇，而應當時常胸懷王霸的計略。”孫權聽納張紘的進諫，停止進攻而退還。
建安十四年（209年），回師後，孫權準備再次出兵，張紘又勸諫説：「自古以來帝王是承受天命的君主，雖有皇靈輔佑在上，文德傳揚於下，也要依靠武功來昭其勳績。然而武功貴在因時而取，然後才建樹威勢。如今您正遭遇漢家四百年未有之厄運，有扶助危難之功業，理當暫且隱伏偃息軍隊，廣泛開墾農耕，舉任賢能，務崇尚寬，仁惠政策，順應天命來施行誅討，這樣就可以不勞師動眾而天下平定。」

### 移都秣陵
張紘建議孫權應當搬離吳郡而定都秣陵（後稱建業）對孫權説：「秣陵是當年楚武王所立，取名為金陵。其地勢險要，山陵一直連綿到石頭山。我曾訪問故老，他們説秦始皇東巡會稽時經過此縣，望氣者稱金陵地形有王者都邑之氣，因此秦始皇掘斷連山，將其改名秣陵。如今處所俱存，地有王氣，是天之所命，適合作為都城。」孫權認為張紘説得對，但還沒做決定。劉備借南郡時東行京口，宿於秣陵，他觀察秣陵周遭地形，也勸孫權移都秣陵。孫權聽後説道：「智者所見相同。」孫權採納張紘建議。孫權讓張紘回吳郡接來家眷，走在半路上張紘病逝。臨死前，他讓兒子張靖給孫權留下遺書說：“自古以來有國有家之人，都想修治德政來興隆盛世，至於他們的治理，大多沒有理想的結果。並非沒有忠臣良將相輔佐，不是不明白治國的根本，而是由於君主不能克服自己的好惡情感，不善於聽取意見。人之常情是畏難趨易，喜好相同的意見而討厭不同的意見，這與治世法則正好相反。《易傳》有言：「從善如登山，學壞如崩山。」是說學好不容易，學壞卻很容易。君主繼承數代相傳的基業，憑藉自然的趨勢，掌握著駕御群臣的八柄權威，樂於做好做的事、聽好聽的話，無須向他人索求什麼，而忠臣心懷難於進用的治國之術，說出逆耳的忠言，兩者不能相互合意，不也是理所當然嗎？不合就會產生隔閡，巧言令色之人便乘虛而入，君主就會被假忠迷惑眼睛，貪戀小人的恩愛，於是賢愚混雜，長幼失序，這些情況產生的原因，是人情關係擾亂了正常的統治秩序。故此聖明的君主醒悟到這一點，如飢似渴地尋求賢才，不厭其煩地接受忠諫，克制感情、減抑情慾，為了道義而割捨恩愛，在上者無偏頗錯誤的任命，在下者也就絕了非分之念。您應當加以三思，忍受辱垢、掩藏鋒芒，以成就仁義天下的大業。”六十歲時病死（也可能是「八十歲」病死），孫權閱讀張紘遺書後悲傷痛哭流涕。

## 卒年爭議
一般認為，孫權於建安十六年 (211年) 遷都秣陵，次年改名建業，故張紘卒於212年。
但按裴松之注引《江表傳》，張紘提議遷都時孫權並未立即實行，張紘就病死，然後劉備至京城見孫權，在建安十四年下旬 (209年)。 另外，《隋書》載張紘為討虜長史，孫權由討虜將軍升任至車騎將軍為劉備於209年下旬上表推薦，按此張紘當卒於第一次合肥之戰 (208-209年) 後及劉備至京城前，即209年。

## 榮譽殊榮
吴国建国初年，孙权对群臣大多直接称呼其字，唯独称呼张昭为张公，称张紘为东部，由此可见孙权对二人的器重。
其文學造詣極高，著作中有《楠榴枕賦》，被身在北方的同郡陳琳稱讚。

## 家庭

### 子
- 張靖，張紘臨死前留下書箋，授意張靖拿去勸諫孫權。
- 张玄，官至南郡太守、尚书，清介有高行，但才不及张纮。

### 孫
- 张尚有俊才，張玄子，孙皓时为侍郎，以言语辩捷闻名，擢为侍中、中书令，但后因得罪孙皓被诛。

## 艺术形象

### 三國演義
《三國演義》的記載不多，周瑜向孫策成就霸業舉薦的時候，提及張昭和張紘二人，兩人合稱二張。

### 影视形象
- 1996年电视剧《关公》：王侠饰演张纮
- 2004年电视剧《武圣关公》：王振友饰演张纮

## 評價
- 陳壽：「張紘文理意正，為世令器，孫策待之亞於張昭，誠有以也。」
- 孔融：「前勞手筆，多篆書。每舉篇見字，欣然獨笑，如複睹其人也。」
- 陈琳：“自仆在河北，与天下隔，此间率少於文章，易为雄伯，故使仆受此过差之谭，非其实也。今景兴在此，足下与子布在彼，所谓小巫见大巫，神气尽矣。”
- 孫元晏：「東部張公與眾殊，共施經略贊全吳。陳琳漫自稱雄佰，神氣應須怯大巫。」
- 萧常：“纮与昭，号二张；纮柔克，昭纯刚。纮先死，德不亡，昭后死，誉益彰。”
- 郝经：“孙策以孤童见纮，言议慷慨，纮即许以桓文之事而委质焉，则亦昭烈孔明之举也。虽其忠直髙壮不逮于（张）昭，而文理意正，缱绻缜密，赞襄孙氏，使中州人士见推，亦昭之亚也。其建计请权都秣陵，屹为江左京邑而传继六代，有奉春君之识焉。”“纮亦时英，润色吴业。建都定鼎，南纪有截。”
- 李贄：「周瑜、魯肅、諸葛瑾、張纮、顧雍，彼比引薦，真君子也。」

## 延伸阅读
[在维基数据编辑]
 在维基文库阅读此作者作品
 《三國志/卷53》，出自陳壽《三國志》